# 22528 Elysehope
22528 Elysehope è un asteroide della fascia principale. Scoperto nel 1998, presenta un'orbita caratterizzata da un semiasse maggiore pari a 2,2080010 UA e da un'eccentricità di 0,1142964, inclinata di 2,47403° rispetto all'eclittica.